# Ронко Биелезе
Ро̀нко Биелѐзе (на италиански: Ronco Biellese; на пиемонтски: Ronch 'd Biela, Ронк ъд Биела) е село и община в Северна Италия, провинция Биела, регион Пиемонт. Разположено е на 457 m надморска височина. Населението на общината е 1523 души (към 2010 г.).